# 1873 în literatură
Anul 1873 în literatură a implicat o serie de evenimente și cărți noi semnificative.  

## Cărți noi
- Louisa May Alcott - Work: A Story of Experience
- Ambrose Bierce - The Fiend's Delight
- Mary Elizabeth Braddon - Publicans and Sinners
- Rhoda Broughton
  - Nancy
  - Tales for Christmas Eve
- Bankim Chatterjee - The Poison Tree
- Wilkie Collins
  - Miss or Mrs.?
  - The New Magdalen
- Émile Gaboriau - La Corde au cou
- Thomas Hardy - A Pair of Blue Eyes
- William Dean Howells - A Chance Acquaintance
- George MacDonald - The History of Gutta-Percha Willie, the Working Genius
- Karolina Světlá - Nemodlenec
- Jules Verne - Ocolul Pământului în 80 de zile

## Decese
- 18 ianuarie - Edward Bulwer-Lytton, romancier, dramaturg și politician britanic (n. 1803)